# Largo Sete de Setembro
Largo Sete de Setembro está situado na região central de São Paulo.

## História
Um dos marcos da escravidão em São Paulo, no período colonial essa região abrigava o pelourinho, destinado ao castigo de escravos, o Largo ficava junto a Casa da Câmara e Cadeia, seguindo o modelo das construções da época, na região antigamente conhecida como Largo São Gonçalo, atual Praça João Mendes.
A poucos metros dali ocorriam execuções públicas no "Largo da Forca", atual Praça da Liberdade.
O "Largo do Pelourinho" foi renomeado em 1865, como "Largo Sete de Setembro" em homenagem à Proclamação da Independência em 1822.
No largo está o Fórum João Mendes, o maior da América Latina. O prédio, construído em 1954, acomoda 120 juízes, dois mil funcionários e circulam por ele 25 mil pessoas todos os dias.